# Tylodina
Tylodina is een geslacht van weekdieren uit de  familie van de Umbraculidae.

## Soorten
- Tylodina americana Dall, 1890
- Tylodina corticalis (Tate, 1889)
- Tylodina fungina Gabb, 1865
- Tylodina perversa (Gmelin, 1791)